# Necronomicon

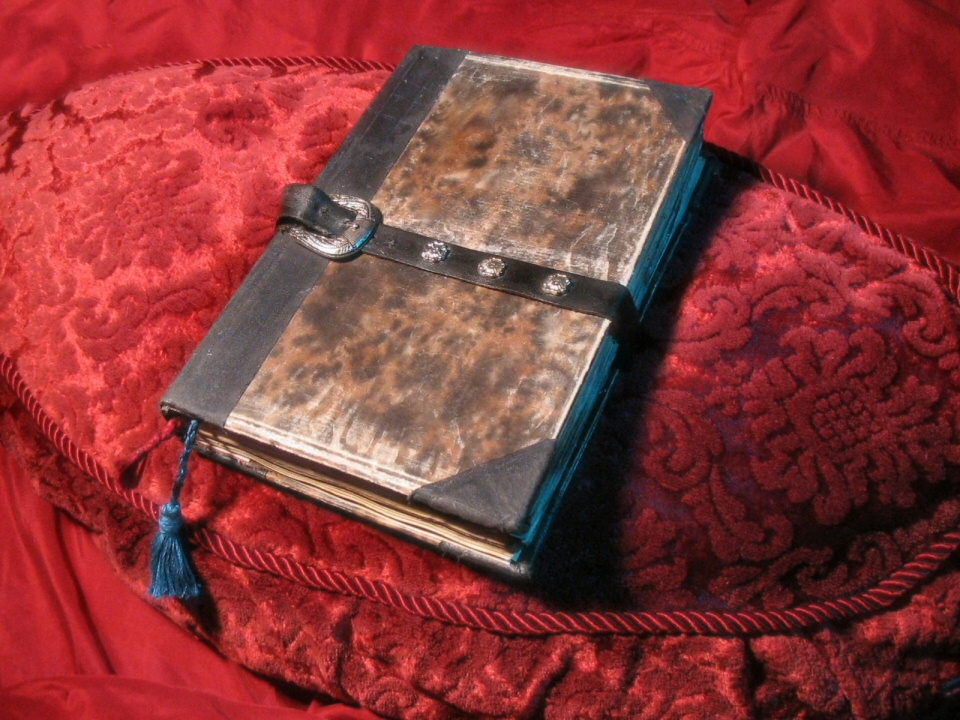
(Rekwisiet)

De Necronomicon is een fictief boek ontsproten aan het brein van de schrijver Howard Phillips Lovecraft. Het boek werd voor het eerst genoemd in zijn kortverhaal The Hound uit 1924. De Necronomicon is binnen de werken van Lovecraft een grimoire van Arabische oorsprong. Er wordt ook naar verwezen als Book of the Dead of Kitab al-Azif, in de taal van de fictieve schrijver van het boek, Abdul Alhazred.
De Necronomicon is zo mogelijk Lovecrafts grootste bijdrage geweest aan het horror- en fantasygenre; veel andere schrijvers refereren in hun eigen werken aan het boek. Mede hierdoor wordt vaak gedacht dat het boek ook echt bestaat en gebeurt het niet zelden dat er in boekhandels of bibliotheken naar gezocht wordt. Het boek is tevens nauw verbonden met de Cthulhu Mythos.

## Achtergrond

### Naam
Waar de naam Necronomicon vandaan komt, is niet helemaal zeker. Lovecraft zelf hield altijd vol dat hij de naam had afgeleid uit een droom. Sommigen hebben gesuggereerd dat Lovecraft misschien op het idee was gekomen voor de Necronomicon door Robert W. Chambers' verzameling korte verhalen The King in Yellow. Dit gaat over een toneelstuk dat mensen bij het lezen ervan wanhopig of krankzinnig zou maken.

### Geschiedenis
In 1927 heeft Lovecraft een korte geschiedenis geschreven over het ontstaan van de Necronomicon.
De Necronomicon is geschreven door de Arabier Abdul Alhazred, die het heeft geschreven onder de titel Al Azif. Alhazred was een van de weinige mensen die afwist van het bestaan van de goden Yog-Sothoth en Cthulhu en aanbad hen. Hij heeft onder andere De naamloze stad bezocht en heeft veel kennis opgedaan over deze goden.
Na Hazreds plotselinge dood in 738 werd zijn boek geregeld gelezen door filosofen. In 950 werd het vertaald in het Grieks door Theodorus Philetas, die het de naam Necronomicon heeft gegeven. In 1050 werd het boek verboden en verbrand door Michaël I van Constantinopel. Hierna is het boek in de vergetelheid geraakt, tot het vanuit het Grieks in het Latijn werd vertaald door Olaus Wormius in 1228. In 1332 werd het boek verboden door Paus Gregorius IX, maar toch bleven enkele Latijnse edities in omloop in het Duitsland van de 15e eeuw en het Spanje van de 17e eeuw. De magiër John Dee (1527-c. 1609) heeft het boek ook in het Engels vertaald, maar deze editie werd nooit gedrukt en er zijn slechts een paar fragmenten van bewaard gebleven.
Begin 20e eeuw waren er nog vijf exemplaren van de Necronomicon in het bezit van de volgende instanties:
- Het British Museum
- De Bibliothèque nationale de France
- De Widener Library van de Harvard University.
- De Universiteit van Buenos Aires
- De fictieve Miskatonic University in het eveneens fictieve Arkham.

### Inhoud
Hoewel er in zijn verhalen veel aan de Necronomicon wordt gerefereerd, was Lovecraft altijd erg terughoudend in het geven van informatie over wat er nu precies in de Necronomicon staat. Hij vermeldde ook dat niemand ooit een echte Necronomicon zou kunnen schrijven die zou kunnen voldoen aan de verwachtingen van lezers die de cryptische aanwijzingen over de inhoud van de fictieve Necronomicon hadden gelezen.
Wat vaststaat is dat de Necronomicon veel informatie bevat over de goden en andere bovennatuurlijke wezens die in het universum bestaan. De inhoud van de Necronomicon is echter zo gruwelijk, dat veel lezers van dit boek - volgens Lovecraft - hun verstand verliezen.

## Echte boeken met de titelNecronomicon
Verschillende uitgeverijen zijn op de populariteit van het boek ingegaan door zelf echte boeken met de titel Necronomicon uit te brengen, maar deze zijn lang niet altijd van dezelfde opzet als Lovecrafts Necronomicon. Op een bepaald moment heeft een Amerikaans antiquaar de titel in zijn catalogus opgenomen. Uiteraard kregen de vele klanten die het wilden bestellen als antwoord dat het reeds was verkocht. Een ander incident was het invoeren van een valse steekkaart over dit boek in bibliotheekbestanden, waardoor de mythe van dit boek versterkt werd. Tegenwoordig bestaan er minstens drie versies van het boek, alle met verschillende inhoud. In de boeken van Terry Pratchett komt het boek Necrotelicomnikon voor, het telefoonboek voor de doden.